# José de Mûelenaere
José de Mûelenaere (Ardooie, 30 maart 1914 - Izegem, 27 november 2002) was een Belgisch rooms-katholiek priester, leraar en kenner van Guido Gezelle en zijn poëzie.

## Levensloop
De Mûelenaere werd priester gewijd in 1939. Hij behaalde een kandidatuur in de wijsbegeerte en letteren aan de Katholieke Universiteit Leuven. Na een jaar leraarschap aan het Sint-Jozefscollege in Izegem, werd hij in 1940 benoemd tot leraar poësis in het Sint-Lodewijkscollege in Brugge, waar hij tot in 1947 Antoon Viaene als collega had. Hij bleef dit leraarschap uitoefenen tot in 1962.
Hij was actief bij het vernieuwen van de oud-leerlingenbond en stichtte in 1949 het tijdschrift van de vereniging, onder de naam Haec Olim, waar hij een aantal jaren de hoofdredacteur van was.
In 1962 werd hij geestelijk directeur van de Zusters van Maria in Izegem en leraar aan het Lyceum de Pelichy, geleid door deze congregatie. De eerste functie vervulde hij tot aan zijn dood, de tweede tot in 1979.

## Guido Gezelle
Door zijn collega Viaene werd de Mûelenaere geïntroduceerd in de wereld van Guido Gezelle. Samen met Viaene behoorde hij in 1961 tot de stichters van het Guido Gezellegenootschap in Kapellen. Hij leverde voortaan bijdragen voor het tijdschrift van het genootschap, gewijd aan de persoon, het poëtisch oeuvre en de omgeving van de Heer ende Meester. Hij werd weldra als Gezellespecialist erkend. Hij werkte mee aan de publicatie in 1980 van Guido Gezelle: Verzameld dichtwerk.
Hij had ook veel sympathie voor het door Viaene geleide tijdschrift Biekorf, waaraan hij in 1958 eenmalig en vanaf 1965 regelmatig tot aan zijn dood, meewerkte en talrijke kortere of langere bijdragen leverde.

## Publicaties
- Kamiel Poignie, 1885-1938, in: Biekorf,  1958.
- Jeugdgedicht van René Declercq, in: Biekorf, 1958.
- Ad Harenas (als directeur), bij het jubileum van het Sint-Lodewijkscollege, 1960.
- Verhouding Gezelle - Faict, aan de vooravond van de stichting van 'Rond den Heerd', in: Biekorf, 1965.
- Pieter Benoit van Kuurne en de Engelse missie, in: Biekorf, 1966.
- Randnoten bij een Gezellestudie van dr. J.J.M. Westerbank, in: Biekorf, 1967.
- Rector Peter canon Benoit te Rome, in: Biekorf, 1968.
- Hendrik van Doorne van Poeke. De breuk in de vrienschap met Gezelle, in: Album Antoon Viaene, Brugge, 1970
- Gezelle en de Vlaamse "Zwartfrok", in: Biekorf, 1971.
- Hendrik Van Doorne uit Poeke, missionaris in Engeland, in: Biekorf, 1971.
- Een Franse reisgids voor de Semois door Hendrik Van Doorne, in: Biekorf, 1974.
- Over Gezelles Confraternity, Gezelliana, 1974.
- Kanttekeningen bij de "Groote Stooringhe, 1875", in: Biekorf, 1975.
- Gezelle en zijn Franse Zusters, in: Gezellekroniek, 1976.
- Guido Gezelle en het Engels Klooster, Gezelliana, 1979.
- Engeland, Gezelles droom, in: Biekorf, 1980, in: Biekorf, 1980.
- Antoon Viaene,  in: Gezellekroniek rn in Jaarboek van de Maatschappij der Nederlandse Letteren, 1980
- Guido Gezelle en de Broederschole. Gedachten, gedichten en documenten rond Pieter Baes (1848-1907).
- Nog Hendrik Rembry, in: Biekorf, 1980.
- Vers van Gezelle, in: Biekorf, 1985.
- Tond Gezelles reizen naar Engeland, in: Gezelliana, 1981.
- Boekenrijmpje uit de Armenschool te Izegem, in: Biekorf, 1987.
- Het dichterstornooi in Aalst 1807-1810, in: Biekorf, 1989.
- Un meeting de Flamingants à Oostrozebeke, in: Biekorf, 1991.
- Bij enkele Gezelleportretten (samen met J. Verheyen), in: Biekorf, 1992.
- Gezelle en de neogotiek, in: Gezelliana, 1996.
- In memoriam Karel De Busschere, in: Gezelliana, 2000
- Geen barst, in: Biekorf, 2002.